# ألبرت تشيس مكارثر
ألبرت تشيس مكارثر (بالإنجليزية: Albert Chase McArthur) هو مهندس معماري أمريكي، ولد في 2 فبراير 1881، وتوفي في 1951.